# Marché du siècle
L'expression marché du siècle fait généralement référence à d'importants contrats commerciaux obtenus par une entreprise ou un regroupement d'entreprises. Le montant en jeu excède par une très grande marge la plupart des contrats dans le secteur d'activités où œuvre l'entreprise ou le regroupement.

## Différents marchés du siècle

### OTAN

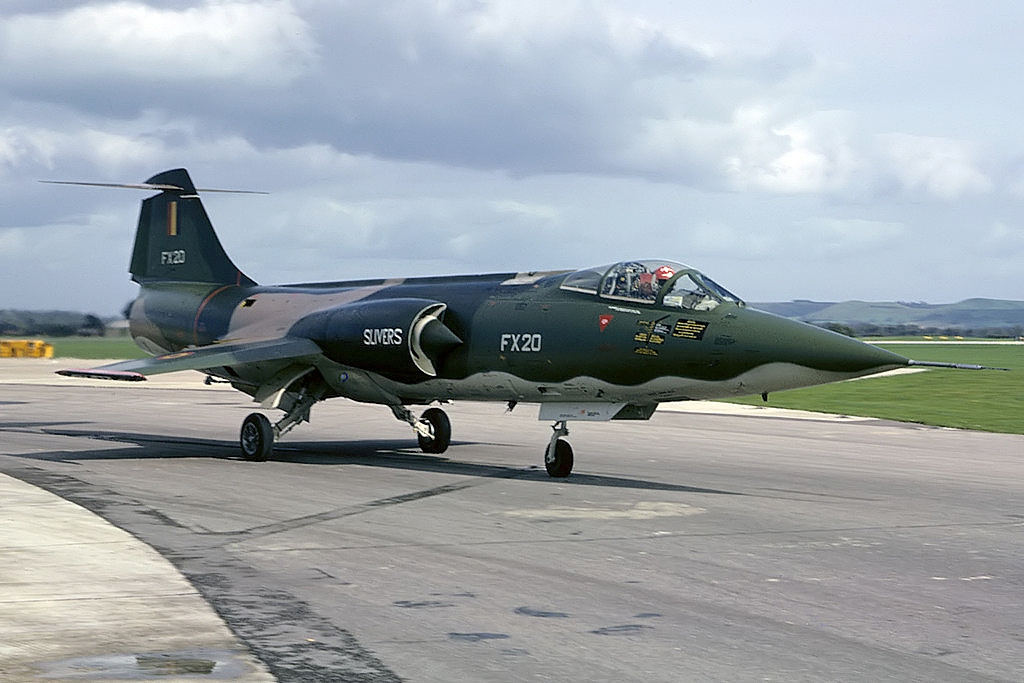
Un F-104G belge en 1974. Les F-104 sont en service entre 1963 et 1981 dans ce pays.

Cela fait référence à une compétition (de 1972 à 1975) entre quatre avions de combat devant équiper quatre pays de l'OTAN (Belgique, Pays-Bas, Norvège et Danemark) qui, pour des raisons de coûts et de logistique, ont émis une fiche programme commune afin de remplacer le parc de F-104 Starfighter vieillissant. Bien que d'autres marchés militaires ont largement dépassé en volume financier ce marché, sa couverture médiatique et politique à l'époque justifie cette appellation.
Appareils concurrents
- F-16 Block 10

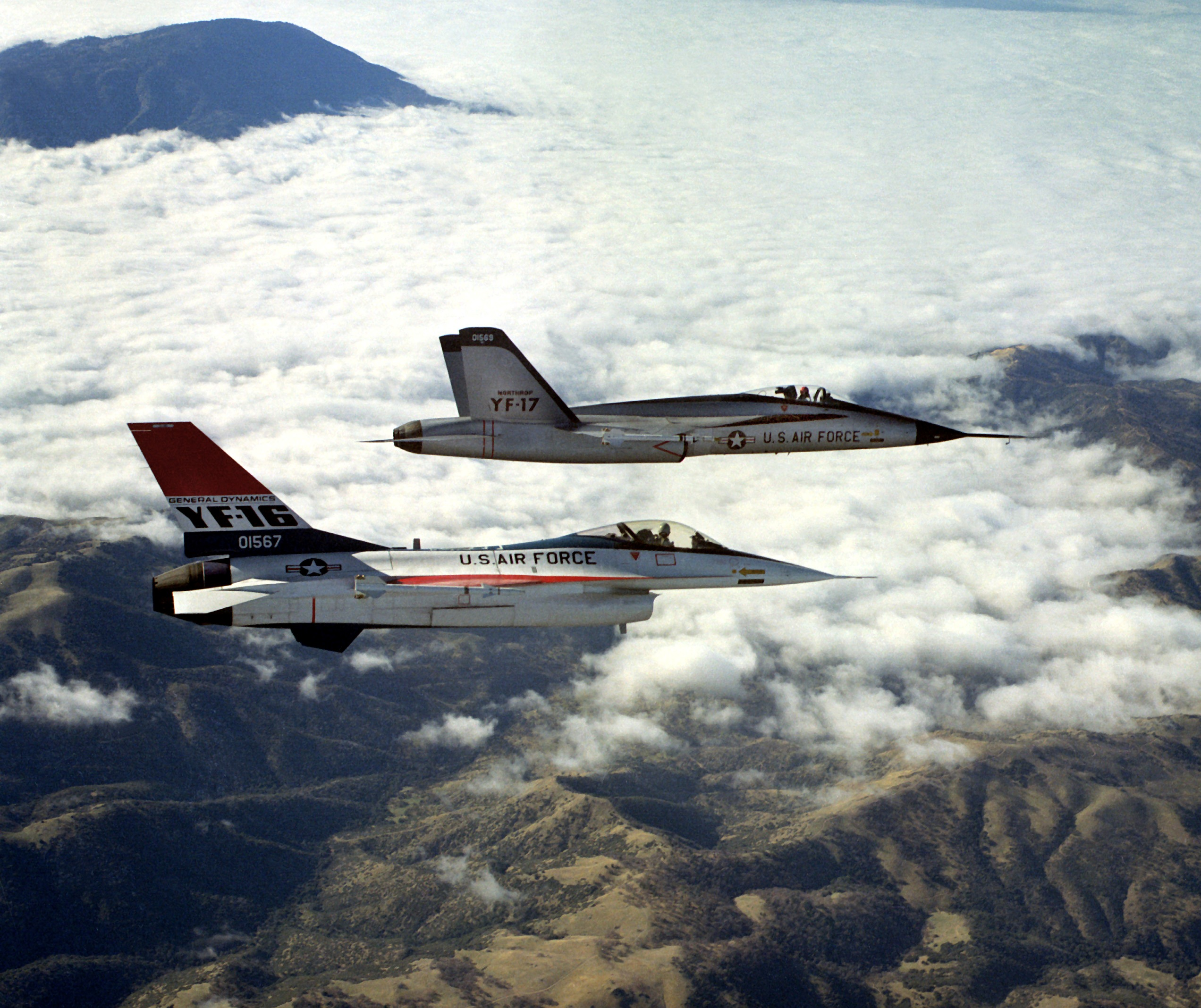
Les prototypes YF-16 et YF-17 en vol en 1974.

- Northrop YF-17 Cobra (qui était aussi en concurrence avec le F-16 pour le programme LWF, puis ACF US)
- Saab JA-37 Viggen
- Dassault Mirage F-1 E[notes 1]

#### Origine
Fin 1973, le gouvernement belge de l'époque, dirigé par M. Edmond Leburton, était sur le point de signer un contrat avec Marcel Dassault (qui avait déjà fourni quatre Mirage F-1 pour essai) pour remplacer les F-104. Mais le gouvernement de M. Leburton tomba et le gouvernement provisoire fit annuler le contrat. Malgré tout, la société Dassault Aviation était confiante dans la décision future du nouveau gouvernement belge, car il n'y avait à ce moment aucun autre concurrent (Les Américains étaient totalement absents de ce type de marché, le F-15 trop cher et n'étant pas encore proposé à l'exportation, le F-5 trop léger et le F-4 trop vieux).
Cet état de fait fut remonté par l'ambassade des États-Unis en Belgique au département d'État des États-Unis.
Les seuls nouveaux avions américains disponibles étaient les YF-16 et Northrop YF-17 Cobra. Ils étaient déjà sur un programme concurrent LWF (Lightweight Fighter), soit avion de chasse léger. Ce programme n'était qu'une évaluation de technologies émergentes et le Pentagone n'envisageait pas de produire en série le vainqueur du programme LWF, alors que le gagnant de cette compétition avait de fortes chances de remporter le marché OTAN.

#### Le marché OTAN

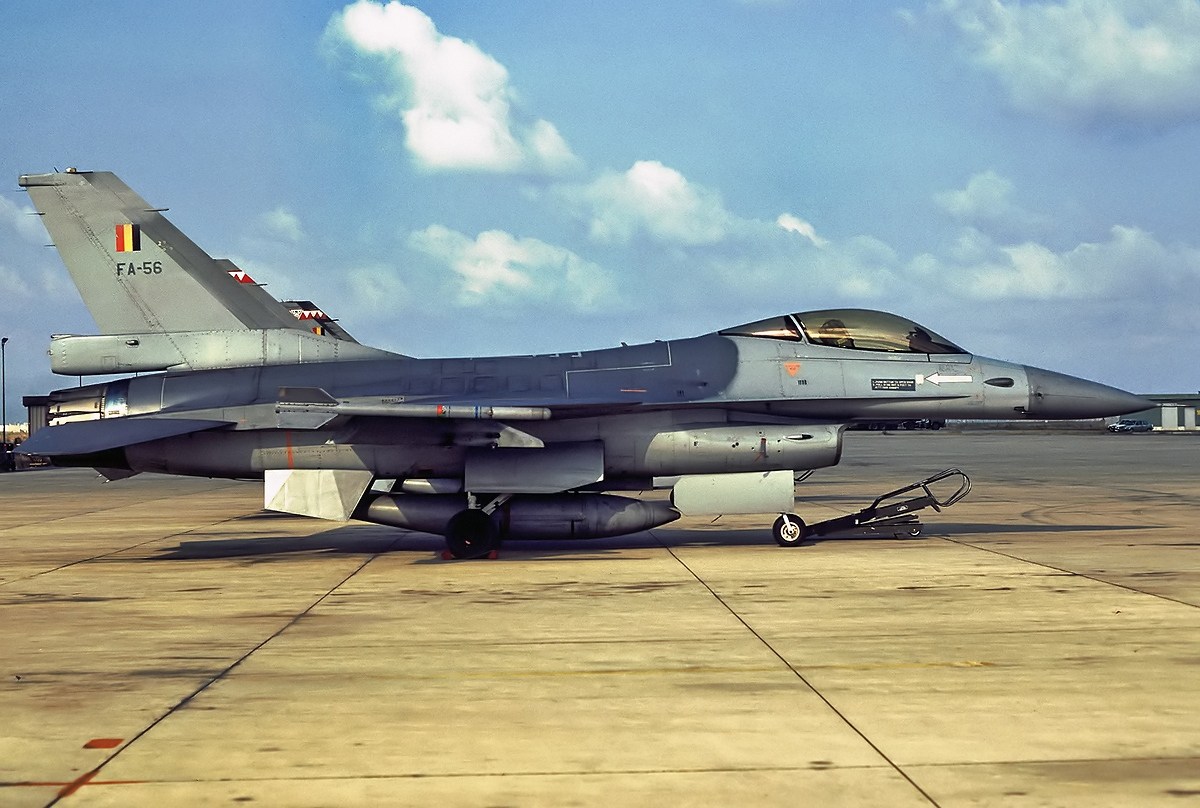
Un F-16AM block 20 belge en 1990;

En parallèle, les États-Unis et l'OTAN insistent sur le regroupement de quatre pays ayant les mêmes besoins : la Belgique, les Pays-Bas, le Danemark et la Norvège.
Mais avec une commande portant sur 800 appareils pour projet OTAN, quantité sans précédent, même au début du XXIe siècle, hors ex-URSS et États-Unis, l'USAF changea d'avis et émit la fiche programme ACF (Air Combat Fighter), destinée à remplacer les F-4 et F-105.
Ce marché, devient un événement exceptionnel, tant du point de vue de sa couverture médiatique que de sa couverture politique en Europe (Montant des contreparties industrielles) et aux États-Unis (Le département de la Défense se devant de rester neutre afin de ne pas interférer sur le programme OTAN et ACF).
Le gagnant du marché OTAN, le F-16 Block 10, est assemblé par SONACA à Gosselies et aux Pays-Bas par Fokker à côté de l’aéroport d'Amsterdam-Schiphol.
Il était censé être remplacé au tournant du XXIe siècle par un successeur plus moderne. Des raisons politiques et économiques ont rendu ce projet caduc et obligé ces pays à prolonger sa durée de vie. Du coup, une modernisation à mi-vie (appelée Mid-Life Update) a été envisagée et programmée par ces quatre pays, auxquels sont venus se joindre les États-Unis et le Portugal (depuis 2001). Au cours de contrats cette fois nationaux, les pays européens acquièrent, dans les années 2020 le F-35A.
Le F-16 fut quelques mois plus tard déclaré lui aussi gagnant du programme ACF.

### Avions ravitailleurs
En février 2008, EADS a reçu commande de l'United States Air Force d'une centaine d'avions ravitailleurs dérivés du Airbus A330, le EADS/Northrop Grumman KC-45 (en), pour une somme d'environ 20 milliards USD mais celui-ci a été annulé en octobre 2008 et un nouvel appel d'offres passé d'ici 2009.